# María Alós
María Alós (1973-2011) fue una artista interdisciplinaria que vivió y trabajó en la Ciudad de México y Nueva York. Obtuvo un MFA de la Universidad de Syracuse (2000) en Nueva York. A lo largo de su carrera artística creó varias instalaciones, performances y archivos para museos y espacios públicos de Estados Unidos, América Latina y Europa.

## Biografía
María Alós creó intervenciones de sitio específico que desafiaban las estructuras institucionales, así como los sistemas de valores y creencias tanto en la sociedad como en el mundo del arte. Su trabajo se inspiró en actividades que hacían referencia al control social y los procedimientos burocráticos a los que todos estamos sometidos a diario.
Su obra ha sido expuesta en instituciones de renombre internacional, como la Novena Bienal de La Habana; Madrid Abierto – ARCO 2005; Bronx Museum of the Arts; Museo de Arte Everson; La Galería Clocktower / MOMA PS1; Artists Space; El Museo del Barrio; Museo Reina Sofía; MUCA Roma; Museo de Arte Carrillo Gil; The New Children's Museum; The Power Plant, Toronto, Canadá; Espacio de Exposición TBA; Museo de Arte Nasher; entre otras instituciones

## Obra
Museo Peatonal (2001-)
Cocreado con Nicolás Dumit Estévez, el Museo Peatonal es una institución itinerante cuya colección está compuesta por miles de objetos donados por transeúntes que viven o trabajan en los lugares donde se ha instalado el museo. El museo abrió sus puertas en 2002, en la calle 42 de Nueva York, en pleno Times Square. El Museo Peatonal se ha expuesto en Nueva York, Estados Unidos; Madrid, España; Ciudad de México, México; Puebla, México; Kitchener, Canadá; Claremont, Estados Unidos; La Habana, Cuba; etc.
¿Es esto Arte? (2005)
Presentada por primera vez en Barcelona, España, en 2005. La obra consiste en una serie de tres pegatinas de diferentes colores que dicen: "esto es arte", "esto no es arte", y "¿esto es arte?”. La artista repartía estas pegatinas a los visitantes a su exposición y los invitaba a clasificar cualquier cosa que vieran dentro y fuera del museo. ¿Es esto arte? es una invitación a reconsiderar el significado y valoración de una obra de arte, así como el uso y valor de los objetos que nos rodean. 
Departamento de Publicaciones (2007-2008)
Emulando la estética y los procesos de lo burocrático, varias de las obras de María Alós implicaban hacer fila y llenar formularios. Departamento de Publicaciones consistió en sacar de las bodegas del Museo de Arte Carrillo Gil miles de publicaciones viejas y nuevas que la artista puso a disposición de los visitantes, quienes pudieron tomar de manera gratuita todos los libros que quisieran, siempre y cuando se formaran, mostraran una identificación y llenaran un cuestionario.
Catalogación del Museo del Objeto del Objeto
La fascinación de María Alós por los archivos y los sistemas de clasificación la llevaron a trabajar en la primera clasificación, catalogación y registro de miles de objetos de las colecciones del Museo del Objeto del Objeto de la Ciudad de México. Esta labor la realizó de 2003 a 2011. Una placa en el museo reconoce la labor de la artista y sus aportes a la institución.
María Alós trabajó anteriormente para la Biblioteca Pública de Nueva York, realizando documentación fotográfica de colecciones y libros raros.